# Del olvido al no me acuerdo
Del olvido al no me acuerdo es una película mexicana escrita y dirigida por Juan Carlos Rulfo con producción de La media luna producciones y coproducción del Instituto de Cinematografía, estrenada en marzo de 1999. 
Se rodó en el estado de Hidalgo, Tlaxcala, Jalisco, Puebla, Oaxaca y algunas zonas fronterizas tanto del sur como del norte de la República Mexicana.

## Sinopsis
En la búsqueda de su padre, Juan Carlos Rulfo, viaja a los llanos jalicienses, origen de su familia paterna. ¿Cómo era? ¿qué decía? ¿qué hacía?, fueron las preguntas clave que lo llevaron a recorrer pueblos como ayula y Tonaya, entre otros. Durante el recorrido, el hijo recolectó fragmentos imprecisos sobre su padre, el autor de Pedro Páramo, Juan Rulfo. Toda la mezcla de los testimonios difusos (por ejemplo los de Juan José Arreola e incluso los de Clara Aparicio, esposa del escritor) y los paisajes pueblerinos, recrea un rompecabezas visualmente poético, por esta razón el documental se convierte en docuficción. 

## Reparto
- Justo Peralta.
- Rebeca Jiménez.
- Jesús Ramírez.
- Juan José Arreola.
- Manuel Cosío.
- Clara Aparicio de Rulfo.
- Aurora Arámbula de Michel.
- Juan Michel.
- Eloísa Partida de Peralta.
- Cirilo Gallardo.
- Fausta Campos.
- Consuelo Reyes
- Los Maclovios.
- Víctor Parra.
- Alberto El triste.
- José González.